# Pityrogramma triangularis
Pityrogramma triangularis là một loài dương xỉ trong họ Pteridaceae. Loài này được Kaulf. Maxon mô tả khoa học đầu tiên năm 1913.